# AlpTransit
AlpTransit, также известный как «Новое железнодорожное сообщение через Альпы» (нем. Neue Eisenbahn-Alpentransversale (NEAT); фр. Nouvelles lignes ferroviaires à travers les Alpes (NLFA)) — крупнейший в истории швейцарский строительный проект, который позволит ускорить железнодорожное сообщение через Альпы. Для этого строится сеть базисных тоннелей с юга на север. Стоимость проекта составляет 13 млрд долларов. Проект состоит из двух основных направлений: Готардская ось, включающая Готардский базисный тоннель, и Лёчбергская ось, включающая базисный тоннель Лёчберг. Строительство Готардского базисного тоннеля было завершено в августе 2015 года (коммерческая эксплуатация началась в декабре 2016 года), а Ченерийского базисного тоннеля — в 2020 году.

## Готардская ось
Готардская ось состоит из Готардского базисного тоннеля, Циммербергского базисного тоннеля и Ченерийского базисного тоннеля. Строится по контракту с правительством Швейцарии компанией AlpTransit Gotthard AG. Максимальная высота дороги над уровнем моря составит 550 метров. Поезда смогут разгоняться до 240 км/ч, что сократит время в пути между Цюрихом и Миланом с 3 часов 40 минут до 2 часов 50 минут.

## Лёчбергская ось

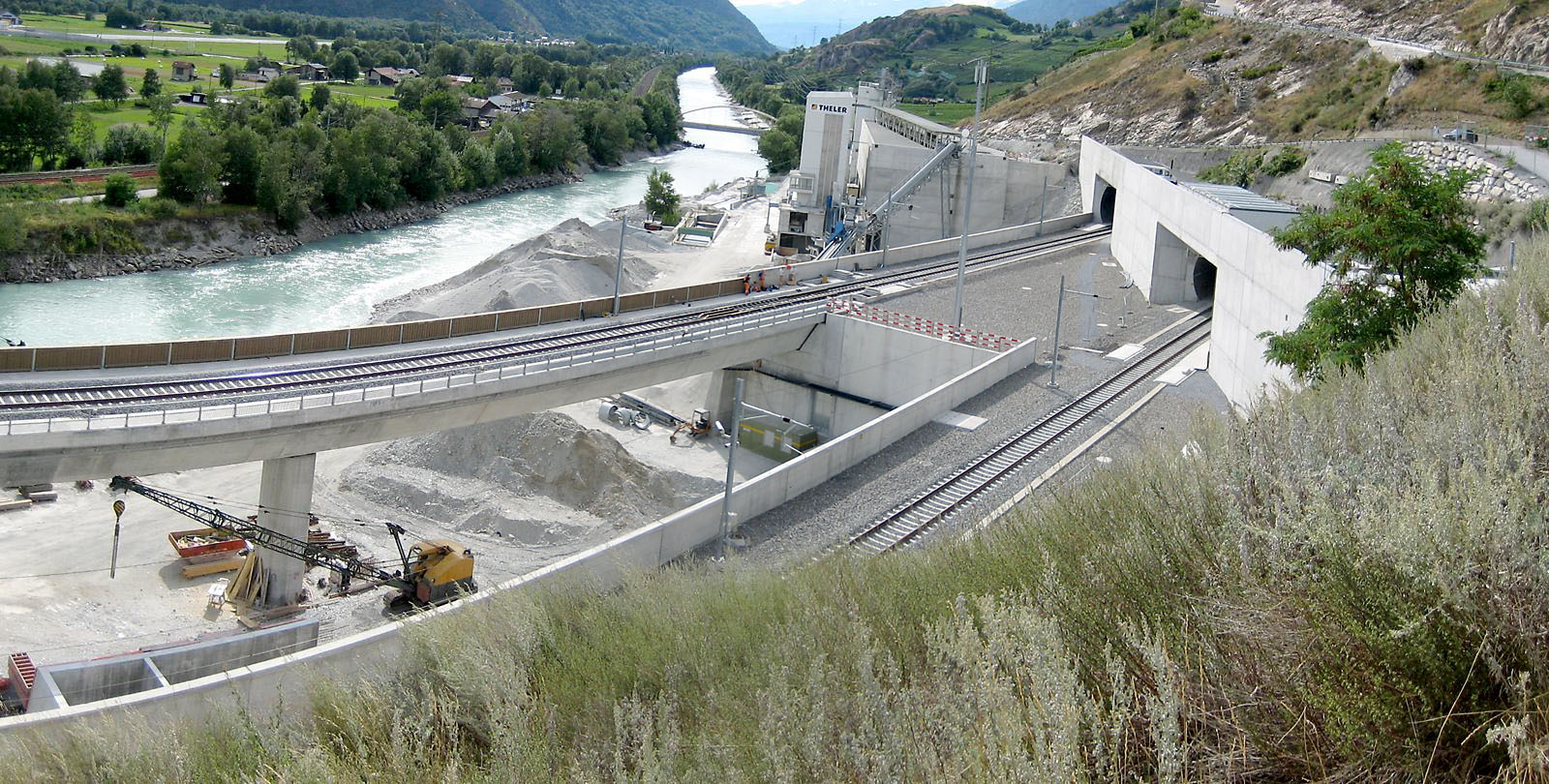
Южный въезд в базисный тоннель Лёчберг близ Рарона в кантоне Вале

Лёчбергская ось состоит из Лёчбергского базисного тоннеля длиной 34,6 километра сквозь Бернские Альпы. Была построена компанией BLS AlpTransit Lötschberg AG. Открыта для движения в июне 2007 года. Эта первая часть проекта AlpTransit завершена. Является звеном в западном пути по маршруту Базель — Ольтен — Берн — Бриг — Домодоссола — Милан. Заменил для большинства передвижений расположенный выше Лёчбергский тоннель длиной 14,6 км, открытый в 1913 году. Частью Лёчбергской оси также является Симплонский тоннель, открытый в 1906 году.

## Политический бэкграунд
Проект был принят путём голосования 27 сентября 1992 года и повторно утвержден после принятия новой структуры его финансирования из нового общественного транспортного фонда FinöV в 1999 году.